# إبراهيم سلطان علي
إبراهيم سلطان علي (بالإنجليزية: Ibrahim Sultan Ali) هو رائد أعمال وسياسي إريتري، ولد في 1 مارس 1909 في إريتريا، وتوفي في 1 سبتمبر 1987 في القاهرة في مصر.
كان الشيخ إبراهيم سلطان من المؤسسين لجمعية حب الوطن و رابطة الإسلامية الإرترية 